# Krauss-Maffei
Krauss-Maffei Wegmann (KMW) er en af Europas førende producenter af bl.a. pansrede køretøjer. Firmaet har hovedsæde i den tyske by Kassel.
Firmaet blev startet af den 38-årige togfabrikant Joseph Anton von Maffei. I 1931 overtog Krauss & Comp. firmaet og Krauss-Maffei AG var en realitet.
I 1930'erne påbegyndte firmaet en militær produktion af bl.a. halvbæltekøretøjer og i 1963 bl.a. Leopard 1-kampvogne og senere også Leopard 2-kampvogne. Begge disse benyttes bl.a. af det danske forsvar.
- Leopard 1 bjærgningsvogn
- Leopard 2A6
- GTK Boxer
- ATF Dingo 2
- PzH 2000
- Mungo ESK

| Tyskland | Spire Denne artikel om et firma eller en virksomhed i Tyskland er en spire som bør udbygges. Du er velkommen til at hjælpe Wikipedia ved at udvide den. |

48°09′25″N 11°47′02″Ø / 48.15688861°N 11.7838709°Ø